# Barbara Hershey
Barbara Hershey (Los Angeles, 5 de fevereiro de 1948) é uma atriz de cinema e televisão americana. Em uma carreira de mais de 50 anos, ela desempenhou uma variedade de papéis na televisão e no cinema em vários gêneros, incluindo faroestes, terror e comédias. Ela começou a atuar aos 17 anos em 1965, mas não alcançou aclamação da crítica até a década de 1980. Naquela época, o Chicago Tribune se referiu a ela como "uma das melhores atrizes da América". indicada ao Oscar de melhor atriz (coadjuvante/secundária) por seu papel em The Portrait of a Lady e vencedora do Emmy de melhor atriz por Killing in a Small Town, além do prêmio de melhor atriz no Festival de Cannes por Shy People.
Hershey ganhou um Emmy e um Globo de Ouro de Melhor Atriz Principal em Minissérie/Filme para TV por seu papel em A Killing in a Small Town (1990). Ela recebeu indicações ao Globo de Ouro de Melhor Atriz Coadjuvante por seu papel como Maria Madalena em A Última Tentação de Cristo (1988) e por seu papel em O Retrato de uma Senhora (1996). Por este último filme, ela foi indicada ao Oscar de Melhor Atriz Coadjuvante e ganhou o Los Angeles Film Critics Award de Melhor Atriz Coadjuvante. Ela ganhou dois prêmios de Melhor Atriz no Festival de Cinema de Cannes por seus papéis em Shy People (1987) e Um Mundo à Parte (1988). Ela foi destaque em Hannah e Suas Irmãs (1986), de Woody Allen , pelo qual foi indicada ao British Academy Film Award de Melhor Atriz Coadjuvante e ao melodrama Beaches (1988), de Garry Marshall, e recebeu uma segunda indicação ao British Academy Film Award por Black Swan (2010), de Darren Aronofsky.
Estabelecendo uma reputação no início de sua carreira como hippie, Hershey experimentou conflitos entre sua vida pessoal e seus objetivos de atuação. Sua carreira sofreu um declínio durante um relacionamento de seis anos com o ator David Carradine, com quem teve um filho. Ela experimentou uma mudança de nome artístico para Barbara Seagull . Durante esse tempo, sua vida pessoal foi altamente divulgada e ridicularizada. Sua carreira de atriz não estava bem estabelecida até que ela se separou de Carradine e mudou seu nome artístico de volta para Hershey. Em 1990, mais tarde em sua carreira, ela teria começado a manter sua vida pessoal privada.

## Biografia
Nascida Barbara Lynn Herzstein em Hollywood, Califórnia, Hershey era filha de Arnold Nathan Herzstein, um colunista sobre corrida de cavalos e ator amador, judeu, e uma presbiterianista do Arkansas de origem irlandesa. Frequentou a Hollywood High School, e viveu com o ator David Carradine entre os anos de 1969 e 1975, com quem foi um símbolo de destaque na contracultura de Hollywood da época; tiveram um filho, a quem chamaram de Free ("Livre"; posteriormente o nome foi alterado para Tom). Hershey se casou mais tarde com Stephen Douglas, um artista, entre 1992 e 1993, e em 2008 mantinha um relacionamento conturbado com o ator Naveen Andrews.

## Carreira
A estreia de Hershey como atriz veio em três episódios da série Gidget, de 1965, após a qual ela foi escalada para outra série, The Monroes (1966), juntamente com Michael Anderson, Jr.. Em 1967 fez uma aparição como convidada na série western de Fess Parker, Daniel Boone, grande sucesso da época na rede NBC (no episódio "The Kings Shilling").
O filme de estreia de Barbara Hershey foi a comédia With Six You Get Eggroll, de 1968, que ficou marcado como a última aparição de Doris Day no cinema. No ano seguinte Hershey participou do western Heaven with a Gun, de Glenn Ford, onde um dos seus companheiros de cena foi o futuro astro de Kung Fu, David Carradine.
No mesmo ano participou do drama Last Summer, baseado no romance de Evan Hunter, e dirigido por Frank Perry. O filme recebeu a classificação X (X-rating) por uma cena gráfica de estupro que deu uma indicação de melhor atriz (coadjuvante/secundária) à coestrela do filme, Catherine Burns. Durante a filmagem de uma cena para o filme uma gaivota (em inglês: seagull) foi morta, e Hershey afirmou ter sentido uma responsabilidade profunda pela sua morte, chegando mesmo a adotar o nome de Barbara Seagull profissionalmente por diversos anos, no início da década de 1970, como um tributo ao animal.
O seu filme de 1970, The Baby Maker, explorou a ideia da barriga de aluguel muitos anos antes dela ter se tornado uma opção reprodutiva conhecida, e reforçou sua imagem de hippie liberal - imagem que a ajudou a conseguir o papel principal em Boxcar Bertha, produção de Roger Corman de 1972, realizada com um orçamento baixíssimo, de maneira típica das produções de Corman, por um estudante de cinema recém-formado, Martin Scorsese. Durante as filmagens, Hershey deu a Scorsese uma cópia de seu livro favorito, A Última Tentação de Cristo, do escritor grego Nikos Kazantzakis; adaptar este livro para o cinema tornou-se uma obsessão pelos 16 anos seguintes do diretor, e eventualmente a própria Barbara Hershey seria chamada para desempenhar o papel de Maria Madalena - embora Scorsese tenha exigido que ela passasse por uma audição, como todas as outras candidatas. O companheiro de cena de Hershey em Boxcar Bertha foi novamente David Carradine; no filme, eles têm uma cena de sexo ousada, que se passa num vagão cheio de feno, e que ambos reencenaram anos depois para um ensaio da revista Playboy.
Em 1974, ela coestrelou um episódio em duas partes da série de televisão Kung Fu, cujo astro principal era então seu namorado, David Carradine (Besieged: Death On A Cold Mountain, 3ª temporada, episódios 10 & 11). Nela, Hershey fazia um interesse amoroso do personagem de Carradine, Kwai Chang Caine, durante seu tempo num templo budista.
Em 1976 Hershey estrelou, ao lado de Charlton Heston, o filme The Last Hard Men. No entanto, o rótulo de hippie logo passou a se transformar num bloqueio em sua carreira, e ao fim da década ela aparecia somente em filmes feitos diretamente para a televisão, como Flood! e Sunshine Christmas. Porém seu trabalho em The Stunt Man, filme de 1980 do diretor Richard Rush - sua primeira aparição no cinema em quatro anos - deu início a um renascimento gradual de sua carreira.
Seu papel no filme de terror The Entity, the 1981, de uma mulher que é estuprada repetidamente por uma força sobrenatural invisível, impressionou positivamente Michael Douglas, que, uma década mais tarde, lutou para tê-la no elenco como sua esposa separada em Falling Down. Hershey também fez o papel da atriz Lili Damita, primeira esposa de Errol Flynn, no filme televisivo My Wicked, Wicked Ways, de 1985, baseado na autobiografia do próprio Flynn.

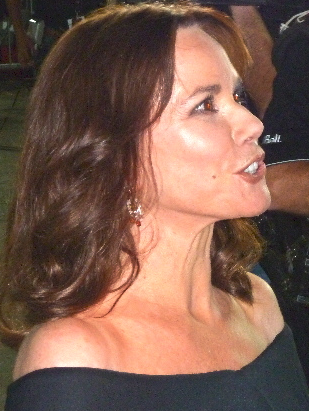
Barbara em 2010

Hershey teve um papel pequeno, porém memorável, como uma mulher louca que seduz e acaba por balear o personagem de Robert Redford no filme The Natural, de 1984, e foi chamada por Woody Allen para estrelar em seu grande sucesso comercial, Hannah and Her Sisters (Hannah e Suas Irmãs). Ganhou visibilidade crescente, com papéis como o de Glennis Yeager, esposa do piloto de testes Chuck Yeager, no filme The Right Stuff, de 1983, dirigido por Philip Kaufman, e como o interesse amoroso de Gene Hackman no filme sobre basquete, Hoosiers. Hershey seguiu o sucesso comercial de Hannah and Her Sisters com uma vitória sem precedentes no Festival de Cannes, como melhor atriz por seus trabalhos em Shy People e A World Apart.
Ao preparar-se para o seu papel no melodrama da cantora Bette Midler, Beaches, de 1988, Hershey injetou colágeno em seus lábios, uma atitude que lhe trouxe uma cobertura negativa da imprensa. Em 1990 ganhou um Emmy de Melhor Atriz (coadjuvante/secundária) numa Minissérie ou Especial por seu trabalho como a assassina Candy Morrison, em A Killing in a Small Town. Ao longo da década de 1990 fez apenas filmes independentes, e trabalhou em projetos televisivos.
Como Madame Merle na adaptação de Jane Campion, feita em 1996, do romance de Henry James, The Portrait of a Lady, Hershey foi indicada ao Oscar, e venceu o prêmio de Melhor Atriz (coadjuvante/secundária) da National Society of Film Critics ("Sociedade Nacional de Críticos de Cinema'"). Em 1999 Hershey estrelou Drowning on Dry Land, com Naveen Andrews; em 2001 Hershey integrou um elenco formado em grande parte por australianos, escalados para o filme de mistério Lantana, que também contou com Kerry Armstrong, Anthony LaPaglia e Geoffrey Rush.
Em 2010, a Hershey coestrelou o aclamado thriller psicológico de Darren Aronofsky Black Swan (2010) contracenando com Natalie Portman e Mila Kunis. No ano seguinte, ela coestrelou no filme de terror de James Wan Insidious (2011). De 2012 a 2013, ela teve um papel recorrente nas duas primeiras temporadas do drama de sucesso da ABC Once Upon a Time como Cora.

## Filmografia
- With Six You Get Eggroll (1968)
- Heaven with a Gun (1969)
- Last Summer (1969)
- The Liberation of L.B. Jones (1970)
- The Baby Maker (1970)
- The Pursuit of Happiness (1971)
- Dealing: Or the Berkeley-to-Boston Forty-Brick Lost-Bag Blues (1972)
- Boxcar Bertha (1972)
- Love Comes Quietly (1973)
- The Crazy World of Julius Vrooder (1974)
- Kung Fu (1974)
- You and Me (1975)
- Diamonds (1975)
- The Last Hard Men (1976)
- Trial by Combat (1976)
- The Stunt Man (1980)
- The Entity (1981)
- Take This Job and Shove It (1981)
- The Right Stuff (1983)
- Americana (1983)
- The Natural (1984)
- Hannah and Her Sisters (1986)
- Hoosiers (1986)
- Tin Men (1987)
- Shy People (1987)
- A World Apart (1988)
- The Last Temptation of Christ (1988)
- Beaches (1988)
- Tune in Tomorrow (1990)
- Paris Trout (1991)
- Defenseless (1991)
- The Public Eye (1992)
- Falling Down (1993)
- Swing Kids (1993)
- Splitting Heirs (1993)
- A Dangerous Woman (1993)
- Abraham (1994)
- Last of the Dogmen (1995)
- The Pallbearer (1996)
- The Portrait of a Lady (1996)
- The Staircase (1997)
- Frogs for Snakes (1998)
- A Soldier's Daughter Never Cries (1998)
- Drowning on Dry Land (1999)
- Breakfast of Champions (1999)
- Passion (1999)
- Lantana (2001)
- 11:14 (2003)
- Riding the Bullet (2004)
- The Bird Can't Fly (2007)
- Love Comes Lately (2007)
- Childless (2008)
- Uncross the Stars (2008)
- Anne of Green Gables: A New Beginning (2008)
- Black Swan (2010)
- Insidious (2011)
- Once Upon a Time (2012)
- Once Upon a Time in Wonderland (2013)
- Insidious: Chapter 2 (2013)

## Prêmios
- 1967: Western Heritage Awards - drama televisivo de ficção - The Monroes (dividido com elenco e equipe)
- 1990: Emmy Awards - melhor atriz (coadjuvante/secundária) em minissérie/filme para a televisão - Killing in a Small Town
- 1987: Festival de Cannes - melhor atriz - Shy People
- 1988: Festival de Cannes - melhor atriz - A World Apart

Indicações
- 1970: Laurel Awards - novo rosto feminino - Last Summer-1967
- 1987: BAFTA Awards - melhor atriz (coadjuvante/secundária) - Hannah and Her Sisters
- 1989: Globos de Ouro - melhor atriz (coadjuvante/secundária) - The Last Temptation of Christ
- 1991: Emmy Awards - melhor atriz (coadjuvante/secundária) em minissérie/filme para a televisão - Paris Trout
- 1996: Academy Awards - melhor atriz (coadjuvante/secundária) - Portrait of a Lady
- 2011: BAFTA Awards - melhor atriz (coadjuvante/secundária) - Black Swan